# Gura Văii (Racova), Bacău
Gura Văii este un sat în comuna Racova din județul Bacău, Moldova, România.